# Rampurva

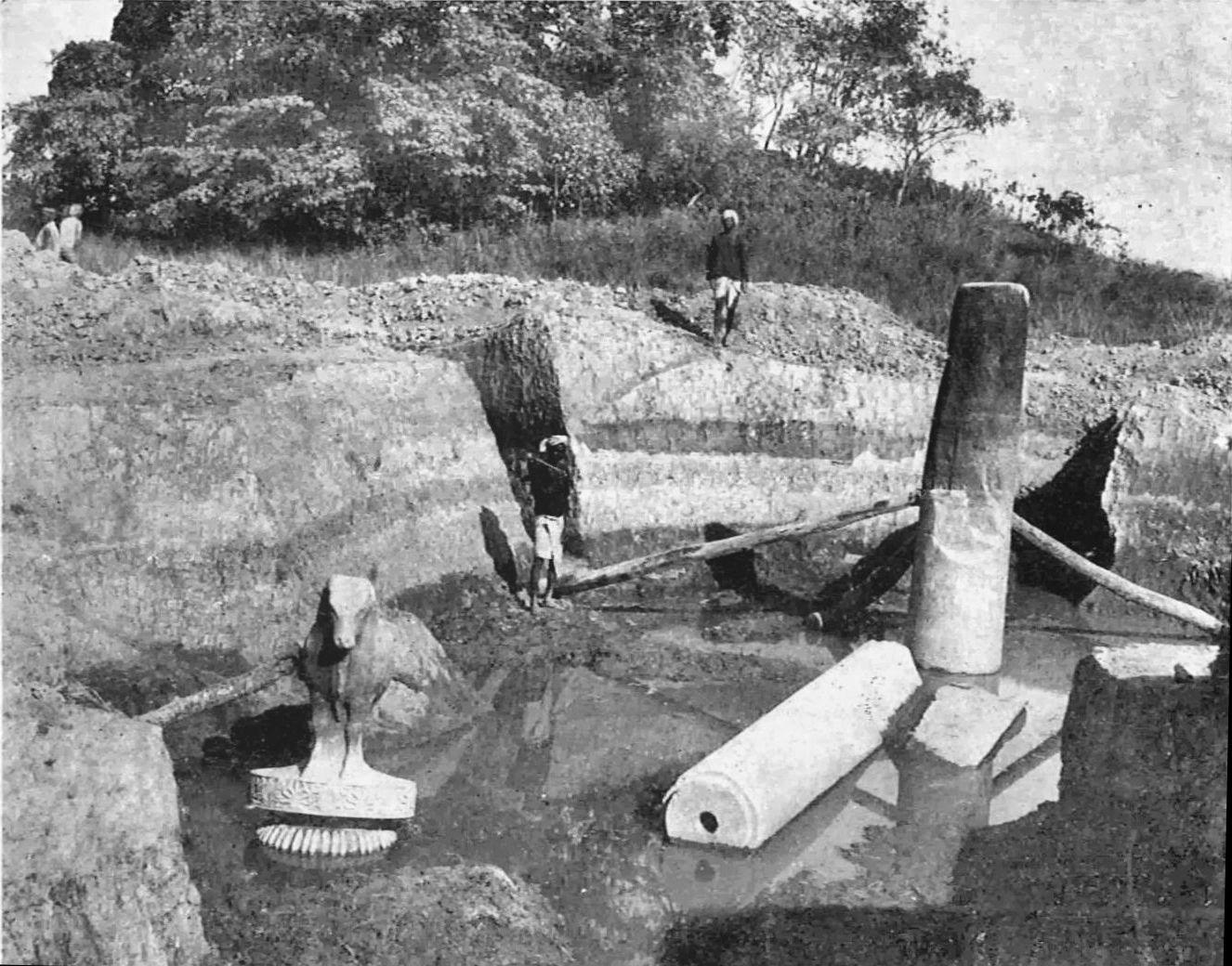
Ausgrabung des Bullen-Kapitells und der dazugehörigen Säule (1907)

Rampurva oder Ramapurava (Hindi रामपुरवा) ist ein Dorf mit ca. 3000 Einwohnern, das zu einer Großgemeinde (Community Development Block) mit annähernd 300.000 Einwohnern im äußersten Nordwesten des Distrikts Pashchim Champaran im nordindischen Bundesstaat Bihar nahe der Grenze zu Uttar Pradesh bzw. zu Nepal gehört.

## Lage und Klima
Rampurva liegt am nördlichen Rand der fruchtbaren Gangesebene in einer Höhe von ca. 150 m. Die Distriktshauptstadt Bettiah ist ca. 100 km (Fahrtstrecke) in südöstlicher Richtung entfernt; bis zur Millionenstadt Patna, der Hauptstadt Bihars, sind es knapp 300 km. Das Klima ist warm bis heiß; Regen fällt beinahe ausschließlich in der sommerlichen Monsunzeit.

## Bevölkerung
Ungefähr 90 % der Bewohner sind Hindus und ca. 10 % sind Moslems; alle übrigen Religionen haben zusammen nur einen Anteil von weniger als 0,5 %. Die Zahl der männlichen Einwohner ist – wie im Norden Indiens üblich – ca. 10 % höher als die der weiblichen.

## Geschichte
Aufgrund ihrer fruchtbaren Böden war die Gangesebene bereits unter den in der Antike und im Mittelalter rivalisierenden Mächten begehrt. Sowohl die Licchavi-Dynastie als auch das Maurya-Reich, später dann die Shunga- und Kanva-Dynastie versuchten hier Kontrolle auszuüben. Noch später kam die Region zum Gupta-Reich und zum Mogul-Reich, bevor sie im frühen 19. Jahrhundert von den Briten okkupiert wurde, die nach und nach die archäologischen Schätze der Region entdeckten und freilegten.

## Sehenswürdigkeiten
Ca. 500 m außerhalb des Ortes befinden sich die Reste von zwei umgestürzten, feinpolierten und ehemals annähernd 10 m hohen und in geringem Abstand voneinander aufgestellten Sandsteinsäulen; eine davon trägt sechs Ashoka-Edikte aus der Zeit um 235 v. Chr. Die an gleicher Stelle gefundenen ca. 2,50 m hohen Kapitelle bzw. Figurenaufsätze eines (beschädigten) Löwen und eines (nahezu unbeschädigt erhaltenen) ca. 5 t schweren Bullen befinden sich heute im Indian Museum in Kolkata bzw. vor dem Eingang des Präsidentenpalasts (Rashtrapati Bhavan) in Neu-Delhi.

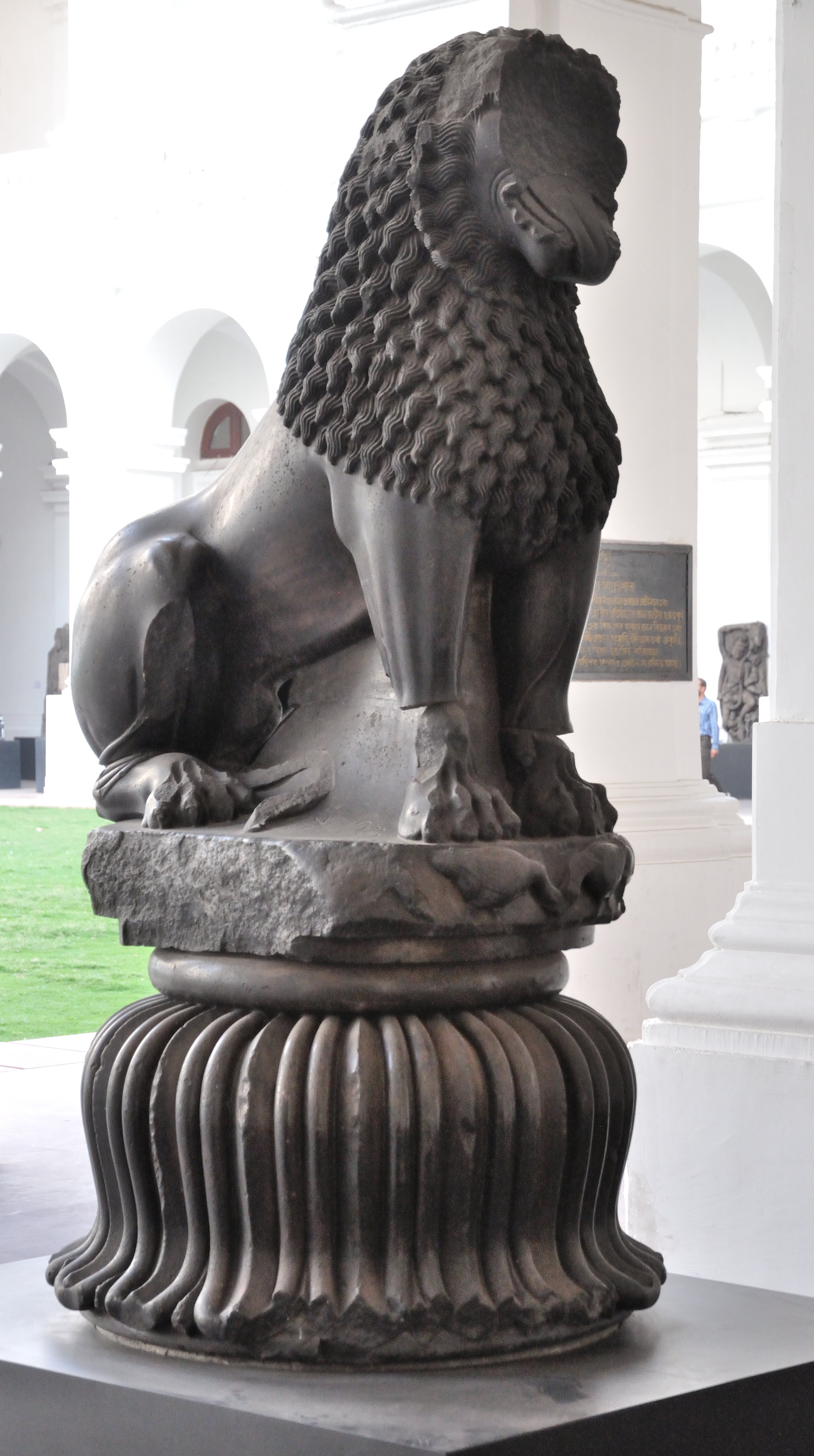
Löwenfigur
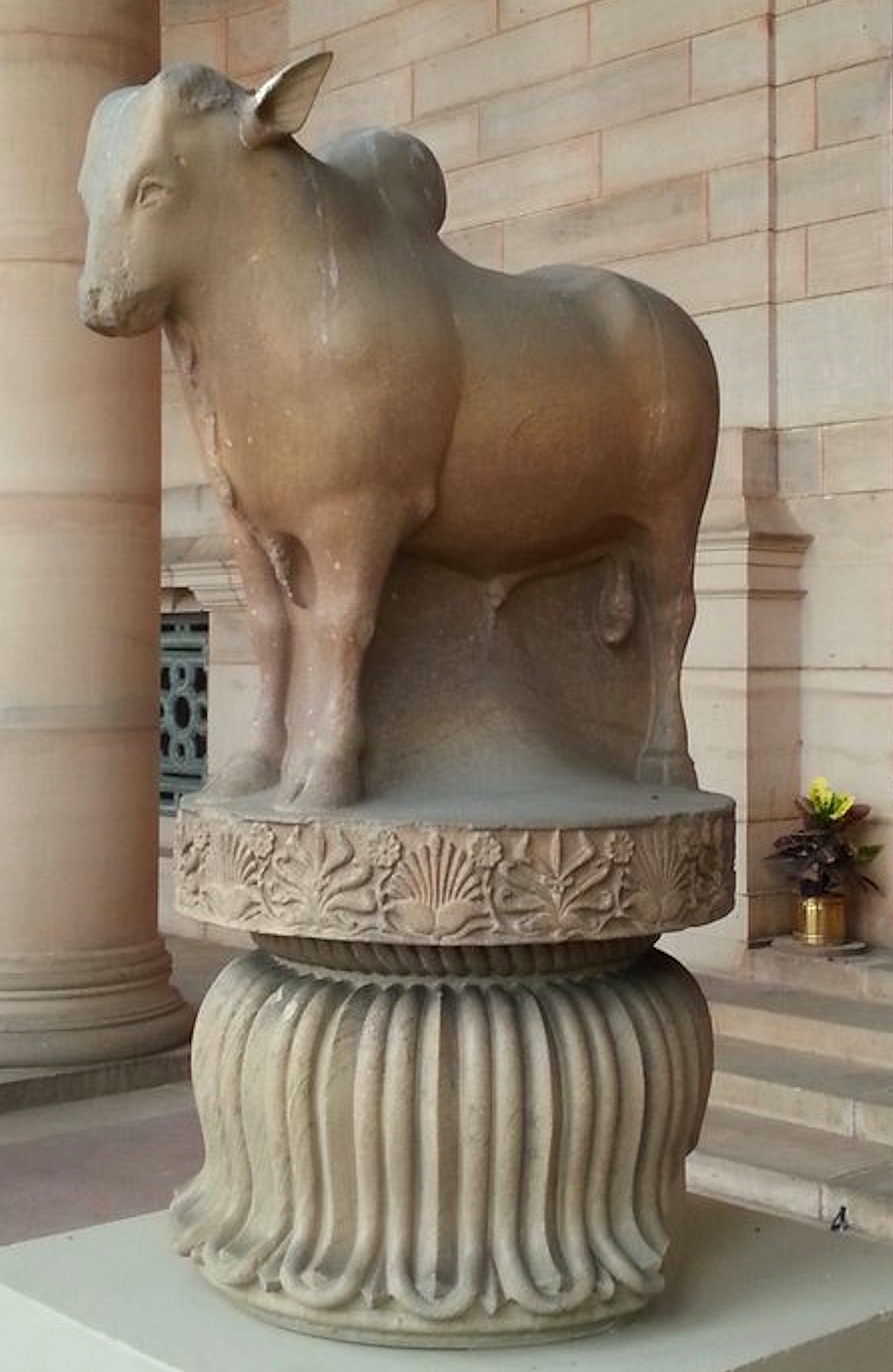
Bullenfigur